# Réda Hamiani
Reda Hamiani (en arabe رضا حمياني), né le 4 mai 1944 à Aïn Tedles en Algérie et mort le 27 mars 2021 à Neuilly-sur-Seine,, est un homme d'affaires algérien et un ancien ministre chargé des PME.

## Biographie
Après des études d'économie, Réda Hamiani débute dans l'enseignement universitaire avant de reprendre avec son frère une affaire dans le textile créée par leur père. En 1969, il crée la marque de chemises Redman.
Il a été nommé en octobre 1992 ministre délégué chargé de la petite et moyenne entreprise dans le gouvernement Abdesslam puis reconduit en 1993 dans le gouvernement de Reda Malek avant d'avoir un ministère de plein exercice de 1994 à 1995 sous les deux gouvernements de Mokdad Sifi.
À partir des années 2000, il développe le groupe familial dans l'importation et la représentation de marques pharmaceutiques, agroalimentaires et automobiles.
De 2006 à 2014, il préside le forum des chefs d'entreprises, principal syndicat du patronat algérien.